# (18336) 1988 LG
1988 أل جي (ويعرف أيضًا باسم (18336) 1988 أل جي وفق تسمية الكوكب الصغير) (بالإنجليزية: 1988 LG)‏ هو كويكب ضمن حزام الكويكبات؛ وترتيبه 18336 من حيث الاكتشاف.
اكتُشف هذا الجُرم الفلكي بواسطة اليانور إف. هيلين في 15 يوليو 1889.

## وصلات خارجية
- (18336) 1988 LG في قاعدة بيانات مختبر الدفع النفاث لأجرام النظام الشمسي الصغيرة

- الاكتشاف · مخطط المدار ·  العناصر المدارية · المعلمات المادية

- (18336) 1988 LG على موقع ويكي سكاي: DSS2, SDSS, GALEX, IRAS, Hydrogen α, X-Ray, Astrophoto, Sky Map, Articles and images